# Lizbeth Rosas Montero
Lizbeth Eugenia Rosas Montero (Ciudad de México, 9 de marzo de 1974) es una política mexicana, miembro del partido Movimiento Regeneración Nacional (Morena). Ha sido diputada federal en dos ocasiones.

## Biografía
Es licenciada en Trabajo Social por la Universidad Nacional Autónoma de México (UNAM) y maestra en Gobierno y Políticas Públicas por la Universidad Panamericana. De 1997 a 1998 fue coordinadora del proyecto de investigaciones sobre violencia social urbana en el Instituto de Investigaciones Sociales y tiene un diplomado de evaluación de políticas públicas en la Escuela Nacional de Trabajo Social, ambos en la UNAM.
Fue miembro del Partido de la Revolución Democrática (PRD) a partir de 1989. A partir de 1995 ocupó cargos en áreas de atención al público de la delegación Gustavo A. Madero. De 1999 a 2000 fue coordinadora general del módulo de atención, orientación y quejas ciudadanas y luego coordinadora de asesores en la I Legislatura de la entonces Asamblea Legislativa del Distrito Federal y en 2000 fue asesora jurídico-social de la subdirección de juzgados cívicos y calificación de informaciones en la delegación Cuauhtémoc.
De 2000 a 2003 fue subdirectora de Participación Social y Cultura Cívica en la Consejería Jurídica y de Servicios Legales del gobierno del Distrito Federal. En 2003 fue elegida por primera ocasión diputada federal, por la vía de la representación proporcional a la LIX Legislatura que concluyó en 2006. En esta legislatura fue secretaria de la comisión de Seguridad Pública; e integrante de las comisiones de Juventud y Deporte; y, del Distrito Federal.
De 2006 a 2009 fue directora ejecutiva de Seguridad Pública de la delegación Gustavo A. Madero, por nombramiento del jefe delegacional Francisco Chíguil Figueroa. De 2009 a 2012 fue diputada a la V Legislatura de la Asamblea Legislativa del Distrito Federal, en representación del distrito 4 local, y al concluirlo, fue elegida por segunda ocasión diputada federal, por el Distrito 1 del Distrito Federal a la LXII Legislatura que concluyó en 2015. En esta ocasión fue secretaria de la comisión de Gobernación; e integrante de las comisiones Bicamaral de Seguridad Nacional; de Defensa Nacional; Para dar seguimiento a las investigaciones relacionadas con los hechos ocurridos en Iguala, Guerrero, a alumnos de la escuela normal rural de Ayotzinapa -Raúl Isidro Burgos-; y, de Vigilancia de la Auditoría Superior de la Federación.
Al terminar dicho cargo, renunció a la militancia en el PRD y se unió a Morena. Ocupa el cargo de directora general de Normatividad Promoción y Difusión de los Derechos de Niñas, Niños y Adolescentes del Sistema Nacional para el Desarrollo Integral de la Familia (DIF).